# Erebia kodermanni
Erebia kodermanni är en fjärilsart som beskrevs av Hoffmann och Klos 1914. Erebia kodermanni ingår i släktet Erebia och familjen praktfjärilar. Inga underarter finns listade i Catalogue of Life.